# Zemlja
Zemlja je eden izmed planetov Osončja ter planet, na katerem so prisotni življenje, tekoča voda in človeštvo. Po oddaljenosti od Sonca je tretji, po velikosti pa peti planet Sončevega sistema. Zemlja se je oblikovala pred približno 4,57 milijarde let, njen edini naravni satelit Luna pa pred okoli 4,53 milijarde let. Od svojega nastanka je Zemlja prešla množico geoloških in bioloških razvojnih faz, zaradi česar so se sledi njene prvotne podobe večinoma izbrisale.
Zemljina notranjost je sestavljena iz več razmeroma aktivnih plasti, med katerimi se nahaja verjetno trdno železovo jedro, ki ustvarja Zemljino magnetno polje, ter tekoči plašč, v zgornjih plasteh pa trda skorja. Nad tem se nahajata površina Zemlje in ozračje (atmosfera), ki sta danes močno preoblikovani zaradi bioloških in človeških dejavnikov. Okoli 70 odstotkov zemeljske površine pokrivajo oceani s slano vodo, preostanek pa zapolnjujejo celine ter otoki.
Med Zemljo in njenim okoljem, tj. vesoljskim prostorom, je opaziti pomembne povezave, kot je npr. sevanje Sonca, vpliv Meseca na plimovanje, spreminjanje Zemljine orbite kot morebiten vzrok ledenih dob idr.

## Zgodovina
Pri določanju starosti planeta Zemlja in tudi njegovega naravnega satelita ter Sonca in drugih planetov obstajajo mnoge nejasnosti in spori, a je danes bolj ali manj uveljavljena domneva, da so vsa ta telesa nastala pred okoli 4,6 milijarde let iz sončne meglice, ki je bila posledica velikega poka. Nekje v bližini našega osončja naj bi eksplodirala supernova, sestavljena pretežno iz vodika, nekoliko pa tudi ogljika in kisika; bila naj bi izvor večine materije, ki sestavlja naše osončje.
Zaradi privlačnosti med delci sončne meglice so se atomi pričeli združevati v skupke, ti pa so z naraščajočo maso vse bolj privlačili drug drugega, se zato združevali ter rasli. Tako naj bi nastal rotirajoči disk, katerega sila privlačnosti v jedru naj bi bila tako velika, da so se pričela združevati jedra vodikovih atomov (fuzija), kar je botrovalo nastanku Sonca. Energija, ki se sprošča ob fuziji je še danes vir njegove energije.
Nastanek planetov v Osončju pojasnjuje danes najširše sprejeta planetezimalna ali nebularna teorija. Notranji planeti so trdni, zunanji pa plinasti, ker so se zavoljo visoke vročine v notranjih predelih Osončja lahko v trdno stanje spremenili le težji elementi, kakršno je železo. Po načelu privlačnosti so se ti med seboj združili in tvorili astronomska telesa ali planetezimale, iz katerih so se kasneje razvili notranji planeti Merkur, Venera, Zemlja in Mars. V vročih pogojih jedra Osončja niso mogli obstajati lažji elementi, za primer helij in vodik, zato so se koncentrirali dlje okoli jedra in oblikovali plinasta planeta Jupiter in Saturn ter atmosferi Urana in Neptuna (pretežno iz vodika in helija).
V zgodnjih fazah razvoja Zemlje so v notranjost (jedro) potonile težje snovi, medtem ko je bilo lažje najti na površju. Med prve so sodili tudi mnogi radioaktivni materiali, ki so vsled svojega razpadanja tudi danes vir Zemljine notranje toplote. Na ta način so nastale Zemljine plasti. Po nastanku teh več kot 4 milijarde let v preteklost je planet doživel močno meteoritsko bombardiranje, kar je zaradi neobstoječe atmosfere in njenih učinkov še danes vidno na Luni.
Pred 4 milijardami let se je oblikovala trdna zemeljska skorja, kar gre sklepati po najstarejših odkritih kamninah.

### Geološka obdobja
Geologi delijo zgodovino Zemlje na eone (had, arhaik, proterozoik in fanerozoik), te na ere (vek), ere pa dalje na periode in dobe. Pred časom sta bila kot eona znana le fanerozoik in predkambrij, a se je kasneje uveljavila delitev eonov na zgoraj omenjene štiri.
Geologija oziroma njena veja stratigrafija je oblikovala shemo obdobij na podlagi kamninskih plasti v tleh. Sprva so bile starosti teh določene le relativno, tj. od najmlajše plasti (najvišja) do najstarejše (najgloblja). Uporabljene so bile tudi študije fosilov po svetu, saj so bili ti mnogokrat ujeti v istih plasteh. V 90. letih 19. stoletja se je za določanje starosti kamnin začela na široko uporabljati metoda merjenja radioaktivnih izotopov. Ker je izguba radioaktivnosti konstantna, oziroma odvisna le od časa, se z merjenjem radioaktivnosti določi absolutno starost kamnin (absolutno ali radiometrično datiranje). Toplota, ki se sprošča ob razpadu radioaktivnih izotopov, je pomemben vir Zemljine toplote.

#### Predkambrij
Predkambrij je neformalno poimenovanje za čas eonov had, arhaik in proterozoik. Je Zemljin pravek in najdaljše obdobje Zemljine zgodovine, raztezajoče se preko 3,5 milijarde let. V njem so se oblikovale prve celine, prišlo pa je tudi do nastanka zgodnje atmosfere in življenja. Zaradi bombardiranja Zemlje z meteoriti in posledičnega taljenja površja ostaja le malo materialnih dokazov o tej dobi, kljub temu so bili v Avstraliji, Afriki, Braziliji, Kanadi, Skandinaviji in na Antarktiki najdeni do 4,2 milijarde let stari minerali (cirkonijev silikat).
V tem obdobju so iz Zemljine notranjosti zavoljo ognjeniške aktivnosti uhajali plini in oblikovali zgodnjo atmosfero, sestavljeno iz dušika, ogljikovega dioksika in vodne pare. Ko se je planet ohlajal, je prišlo do kondenzacije in padavin ter nastanka oceanov (obstajajo tudi teorije, ki sklepajo na prihod vode v obliki zamrznjenih meteoritov). Tektonika plošč je sodeč po študijah kamnin severozahodne Kanade (starost 2 milijardi let) in Kitajske (starost 2,5 milijarde let) pričela oblikovati Zemljo sredi predkambrija. Kopnina se je oblikovala na območju današnje Antarktike in ustvarila superkontinent Rodinijo, ki je združevala kopnine vseh kasnejših kontinentov in superkontinentov.
Predkambrij je ravno tako obdobje najzgodnejšega življenja. Fosilni ostanki iz arhaika kažejo na enocelične prokariontske organizme brez celičnega jedra, katerih razmnoževanje je potekalo nespolno z deljenjem celic. Obstoj teh organizmov je potrjen za obdobje pred 3,5 milijarde let, utegnili pa bi obstajati tudi že pred 3,8 milijarde let. Ta življenjska oblika je bila anaerobna – za življenje oziroma izdelovanje energije ni potrebovala kisika, ki ga takrat ni bilo v ozračju. Šele kasneje, pred kake 3,46 milijarde let, se je namreč razvila modrozelena alga, prvi organizem s sposobnostjo fotosinteze, katere stranski produkt je kisik. Iz teh alg so nastali stromatoliti, ki so pogosto najdeni v fosiliziranih oblikah starih 3,5 milijarde let, še živeče stromatolite pa najdemo v zahodni Avstraliji in na Bahamih. Življenje je sprva obstajalo le v obliki nespolno se razmnožujočih prokariontov, dokler niso pred okoli 2 milijardama let razvili večji in bolj kompleksni evkariontski organizmi, zgodnji znanilci izbruha organizmov v paleozoiku.

#### Paleozoik
Paleozoik je prvi izmed treh eonov fanerozoika (obdobje jasno vidnih sledi življenja); znan je tudi kot zemeljski stari vek. Že zgodnje periode (ordovicij, silur, devon) tega starega veka so čas prvih orogenez, katerih posledica so npr. Apalači in Kaledonsko gorovje. Proti koncu paleozoika, v permu, je prišlo do počasne združitve superkontinentov Gondvane in Lavrazije, nastala je celina Pangea in poteklo je več gorotvornih procesov: Hercinska in Variskična orogeneza sta ustvarili Ardene, Voegeze, Sardinijo, Srednjenemško in Češko sredogorje ter Malopoljsko višavje, Mezeto na Pirenejskem polotoku ter Rodope na Balkanu in Ural, Altaj, Tjanšan, Apalače idr. Tektonski premiki so se dokaj umirili kasneje v permu. Pangea je ob koncu paleozoika predstavljala 90 odstotkov vse kopnine, oblikovana je bila v bumerangu podobno obliko in je vzdolž po ekvatorju objemala ocean Tetis. Iz časa kambrija obstajajo sledovi poledenitve na južni polobli.
V začetni periodi paleozoika kambriju okoli 543 milijonov let v preteklosti je prišlo do nikoli kasneje dokumentiranega porasta števila življenjskih oblik, znanega kot kambrijska eksplozija. Glavni razlog za to bi utegnilo biti razkosanje Rodinije na manjše kopnine in nastanek vmesnih toplih plitvih morij. Iz tega časa so znane vse glavne skupine današnjih organizmov (v morjih so plavale ribe, kopno pa so prekrile večcelične rastline in insekti ter dvoživke), pa tudi njihove osnovne kompozicije. Ker je bil uveljavljen način razmnoževanja spolen, je imela veliko vlogo pri določanju preživetja tudi naravna selekcija. Bujne praprotnice, preslice in lisičjakovci iz toplega ter vlažnega karbona danes služijo kot najboljši sloji črnega premoga in antracita. Ob koncu paleozoika je prišlo do masovnega izumrtja vrst, njihovo število naj bi se zmanjšalo za do 90 odstotkov. Predvideva se, da je vzrok izumrtja izbruh supervulkanov v Sibiriji.

#### Mezozoik
Zemeljski srednji vek ali mezozoik je obdobje, ki se je pričelo 248 milijonov let v preteklost in zaključilo pred 65 milijoni let. Deljen je na trias, juro in kredo.
Kar se tiče zemeljskih premikov, je bilo obdobje mezozoika manj pestro kot pozni paleozoik. V zgodnji juri je Pangea pričela razpadati na severno Laurazijo (razpade na Severno Ameriko in Evrazijo) in južno Gondvano (razpade na Južno Ameriko, Afriko, Avstralijo, Antarktiko in Indijo), z odmikanjem Amerik je prišlo do nastanka Atlantskega oceana. Severnoameriška tektonska plošča je ob svojem potovanju na zahod rinila v tihooceansko ploščo in nastal je pas ognjenikov od današnje Aljaske do južnih koncev Južne Amerike, z njim pa gorovje Kordiljere (Skalno gorovje in Andi). To je danes vzhodni rob tihooceanskega ognjenega obroča. Od Gondvane ločena Indija se je pomaknila na sever (proti današnji južni Aziji) in zapirati morje Tetis. Mezozoik je tudi obdobje usedanja apnencev, dolomitov in peščenjakov.
V tem zemeljskem veku so obličje planeta zaznamovali kuščarji (dinozavri) kot prevladujoča oblika življenja. Razširili so se tako na kopnem kot v vodi in zraku ter planetu vladali 180 milijonov let. To je bil tudi čas prvih ptičev, sesalcev in cvetnic (te so nadomestile prej dominantne iglavce).

#### Kenozoik
Kenozoik je moderni zemeljski vek, ki se je začel pred 65 milijoni let in še traja. Njegovi periodi sta terciar (obdobje od začetka veka do 1,8 milijona let nazaj) in kvartar (geološko gledano današnji čas, razdeljen na pomembni dobi pleistocen in holocen). V kenozoiku so prevladali sesalci, oblikovala se je sodobna biološka in geografska podoba Zemlje.
V tem času je Pangea dokončno razpadla in nastale so sodobne celine: v evrazijsko tektonsko ploščo primikajoča se Indija oblikuje Himalajo, Afrika se pomakne na sever in oblikuje Alpe, Atlantik se neprestano širi (v poznem terciarju nastane Islandija), nagubajo se Pireneji, Alpe, Apenini, Karpati ter maloazijska gorovja do Kavkaza in Himalaje. Ob stiku Arabije z Azijo se zapre morje Tetis. Za kenozoik so značilni intenzivni vertikalni premiki oziroma nastajanje in dviganje gorovij. Panonsko nižino je prekrivalo Panonsko morje, ki se je umaknilo in v pliocenu zlasti na današnjem slovenskem ozemlju obsegalo le še posamezne zalive in močvirja. Iz terciarja izhajajo sloji rjavega premoga.
Kvartar je čas ledenih dob, ko se je povprečna temperatura Evrope znižala za 4 do 12 °C. Ledene dobe so ledeni pokrov (do 3 kilometre) preko severne Azije, Evrope in Amerike oblikovale štirikrat (poledenitve günz, mindel, riss in würm), povprečno vsakih 100 tisoč let. Najstarejše sledi ledeniškega delovanja v Evropi so stare 2,5 milijona let. Gladina morja je bila v času poledenitev nižja za okoli 180 metrov, tako je bila del celine tudi Britanija in dalmatinski otoki, med Azijo in Severno Ameriko je kopenski most preko Beringovega preliva omogočil poselitev Amerik.
Nenadno spremembo dominantne živalske skupine iz kuščarske v sesalsko je najverjetneje povzročil padec meteorita. To sklepajo po velikem kraterju v Mehiškem zalivu in po plasti na Zemlji redkega, a na meteoritih izdatnega elementa iridija po vsem svetu. V poznem terciarju, pred kakimi 6 milijoni let, naj bi se v Afriki pojavile zgodnje vrste človeka, ki se je nato pred 2 do 1,7 milijoni let razširile na druge celine. Moderni človek Homo sapiens sapiens se je razvil v kvartarju, v anatomsko sodobni obliki pred okoli 130 tisoč leti.

## Struktura in oblika Zemlje
Glavna članka: Struktura Zemlje, Oblika Zemlje

### Notranjost
Notranji sloji Zemlje dosegajo temperature med 4.000 in 7.000 kelvinov. Za to potrebna toplota je nastala ob stvaritvi Zemlje, nadalje pa jo ustvarja sevanje radioaktivnih elementov, kot so uran, torij in kalij. Dodaten vir toplote pa je tudi sončna energija.
Novonastale kamnine si neprestano utirajo pot na zemeljsko površje skozi ognjenike in podoceanske razpoke na razmikajočih se (divergentnih) prelomnicah tektonskih plošč. Mnoge kamnine so stare manj od 100 milijonov let, nekatera najstarejša najdena mineralna zrna pa so nastala pred 4,4 milijarde let, kar kaže na to, da že najmanj toliko časa obstaja trdna skorja.
Kot preostali planeti Osončja je tudi Zemlja v svoji notranjosti razdeljena na plasti, ki jih je moč ločiti po kemijski in fizikalni sestavi, agregatnem stanju, temperaturi ter mnogih drugih lastnostih. Zunanjo plast predstavlja trdna skorja iz silikatov, proti jedru pa ji sledijo viskozni plašč, mnogo manj viskozno zunanje jedro ter trdno notranje jedro. Magnetno polje Zemlje je posledica konvekcije elektroprevodnega materiala v tekočem zunanjem jedru.
Od površja Zemlje proti njenemu jedru si tako sledijo:
- litosfera (0–60 km, ponekod tudi do 200 km)
  - skorja (0–35 km, ponekod tudi do 70 km)
  - zgornji predeli plašča (35–60 km)
- zemeljski plašč (35–2890 km)
  - astenosfera (100–700 km)
- zunanje jedro (2890–5100 km)
- notranje jedro (5100–6378 km)

### Zunanjost
Zemlja v sončnem sistemu predstavlja edini planet, ki na svoji površini premore tekočo vodo. Ta prekriva 71 % celotnega površja, in sicer v 97 % slana voda. Svetovne vode so porazdeljene med pet oceanov, ki obdajajo sedem celin. Celotna masa hidrosfere je približno 1,4 × 1021 kg ali okoli 0,023 % skupne mase Zemlje.
Ozračne plasti okoli Zemlje so razmeroma debele, saj najbolj redke plasti zraka segajo do okoli 1000 kilometrov visoko nad površino planeta. Atmosfero sestavlja več slojev, in sicer troposfera, stratosfera, mezosfera, termosfera in eksosfera. Debelina teh slojev je odvisna od svoje lokacije, pa tudi od sezonskih dejavnikov. Skupna masa atmosfere je ocenjena na 5,1 × 1018 kg oziroma 0,9 milijoninke celotne mase Zemlje.
Sloju, v katerem najdemo življenje, rečemo tudi biosfera.

### Oblika
Zemlja ima obliko podobno elipsoidu, dejanski obliki Zemlje rečemo tudi geoid (glej fizikalne značilnosti v infopolju desno zgoraj). Geoid je telo, ki ga omejuje zunanja ploskev, na vsakem mestu pravokotna na smer sile teže; ta ni povsod usmerjena popolnoma v središče Zemlje, saj je teža na različnih mestih zemeljske površine zaradi nesorazmerne razporeditve notranjih mas različna. Še nekoliko natančneje se Zemlja prilagaja obliki kardioida, ki je na severnem tečaju izbočeno, na južnem pa vbočeno telo.

## Zemlja v Osončju

### Gibanje Zemlje
Gibanje Zemlje ima več oblik in vpliva na množico pojavov, ki se zlasti tičejo površja Zemlje; tako je vzrok letnim časom, menjavanju dneva in noči ter njunim dolžinam, pa tudi različnim podnebnim pasovom, določanju časa in več drugim predmetnostim. Osnovni gibanji Zemlje sta njena rotacija in revolucija. Prva pomeni vrtenje planeta okoli njegove osi z obodno hitrostjo na ekvatorju 465,12 m/s, kar pomeni zasuk za 360° v enem dnevu oziroma 23h 56m 4s. Neposredna posledica tega vrtenja je menjavanje dneva in noči. Revolucija Zemlje pa pomeni gibanje po tiru okoli Sonca s srednjo hitrostjo 30,287 km/s, kar za celoten obrat terja eno leto oziroma 365,24 zemeljskih dni.

### Sateliti
Edini Zemljin naravni satelit je Luna.
| Ime  | Premer (km) | Masa (kg)    | Srednji polmer tira (km) | Orbitalna perioda |
| ---- | ----------- | ------------ | ------------------------ | ----------------- |
| Luna | 3.474,8     | 7,349 · 1022 | 384.400                  | 27 d 7 h 43,7 m   |

Kvazisateliti so asteroidi z orbito, ki se tako prilega Zemljini, da so stalno prisotni v njeni bližini. V letu 2012 je imela Zemlja tri kvazisatelite, (164207) 2004 GU9, (277810) 2006 FV35 in 2010 SO16. Znani so še trije asteroidi, 3753 Cruithne, 2002 AA29, in 2003 YN107, ki lahko prehajajo v in iz kvazisatelitne orbite.
V orbiti okoli Zemlje kroži tudi na stotine umetnih satelitov in njihovih delov, od katerih je daleč največja mednarodna vesoljska postaja.

## Poseljenost
Starostna sestava:
- 0-14 let: 1.818.803.078 (29,92 %)
  - moški: 932.832.913 (15,35 %)
  - ženske: 885.970.165 (14,57 %)
- 15-64 let: 3.840.881.326 (63,19 %)
  - moški: 1.942.402.264 (31,95 %)
  - ženske: 1.898.479.062 (31,23 %)
- 65 let in čez: 419.090.130 (6,89 %)
  - moški: 184,072,470 (3.03 %)
  - ženske: 235.017.660 (3,87 %) (ocena 2000)

 Stopnja rasti prebivalstva:
1,3 % (ocena 2000)
Stopnja rojevanja:
22 rojstev/1.000 prebivalcev (ocena 2000)
Stopnja smrtnosti:
9 smrti/1.000 prebivalecev (ocena 2000)
Razmerje spolov: [moški/ženske]
- pri rojstvu: 1,05
- pod 15. leti: 1,05
- 15-64 let: 1,02
- 65 let in čez: 0,78
- celotno prebivalstvo: 1,01 (ocena 2000)